# 681
Раннє Середньовіччя. Триває чума Юстиніана. У Східній Римській імперії продовжується правління Костянтина IV. Більшу частину території Італії займає Лангобардське королівство, деякі області належать Візантії. Франкське королівство розділене між правителями з династії Меровінгів. Іберію займає Вестготське королівство. В Англії триває період гептархії. Авари та слов'яни утвердилися на Балканах. Центр Аварського каганату лежить у Паннонії. На території сучасних Словенії та Австрії існує слов'янське князівство Карантанія. Утворилося Перше Болгарське царство.
Омеядський халіфат займає Аравійський півострів, Сирія, Палестина, Персія, Єгипет, частина Північної Африки. У Китаї триває правління династії Тан. Індія роздроблена. В Японії триває період Ямато. Хазарський каганат підпорядкував собі кочові народи на великій степовій території між Азовським морем та Аралом. Відновився Тюркський каганат.
На території лісостепової України в VII столітті виділяють пеньківську й празьку археологічні культури. У VII столітті продовжилося швидке розселення слов'ян. У Північному Причорномор'ї співіснують різні кочові племена, зокрема булгари, хозари, алани, авари, тюрки.

## Події
- Підписання мирного договору між булгарами Аспаруха й Візантією вважається часом заснування Першого Болгарського царства.
- Вірмени, кавказькі албанці і кавказькі іберійці підняли повстання проти Омеядського халіфату.
- Араби продовжують війну з берберами в Магребі.
- Тюрки під проводом Ільтеріша підняли повстання проти династії Тан і відновили Тюркський каганат.
- В Японії — складання законодавчого кодексу Асука Кійоміхара.
- Завершив роботу Третій Константинопольський собор.